# 汉语人称代词
漢語人稱代詞是指在漢語中指代人物的特有詞彙，文言文和現代白話文均有其人稱指代的專有詞彙；另外雖日語不屬於漢藏語系，但因日文中借用大量漢字和古漢詞，其中一些人稱代詞影響了日語口語並保留至今。

## 第一人称
在中文中，第一人称包括使用中文、汉语的人用于指代说话、书写者自己的人称代词。有时汉语复数，如“我们”，可以指单数；例如行政官員發言時用「我們」以示代表整個政府發言。

### 現代
- 我：最常见中文第一人称代词。
- 本人：多用于书面语。
- 鄙人、敝人：自称的谦词，用於自我介紹等時機。

#### 非正式口語
- 老子：本意是「（你）爸爸」，帶有霸道的語氣，多用于气愤或开玩笑情境。僅男性使用。（後述中的「俺」性質類似）
- 老娘：語氣與用法同「老子」，女性使用。
- 本姑娘、本小姐、本少爺：帶有自信和一點傲慢的誇張語氣。
- 人家：古义中性，今义则带有撒娇或挑逗等亲密关系意味。多為女性使用，但偶而的情境中男性也會使用。例：《红楼梦》第九十二回：袭人啐道：“小蹄子，人家说正经话，你又来胡拉混扯的了。”

#### 職業
- 本席：司法官、各種委員或民意代表自稱。在香港爲裁判官、法官、司法常務官的白稱。

### 各地用語
- 咱、咱们：多见于中国北方，“咱们”的用法基本相当于“我们”，但也有争议：“咱们”和“我们”是否包括听话人（你）？
- 俺、俺们：河南、山东、东北等地
- 我、我每(mi)：部分晋语
- 我伲（吾伲）、阿拉：吴语
- 我（涯，ngài）等：客語
- 我(/ŋuai˧˧/或/ŋui˧˧/)、儂家(單字音：/nøyŋ˥˧ ka˥˥/，連讀音：/naŋ˥˥ ŋa˥˥/或/nouŋ˨˩ ŋa˥˥/)：福州話、馬祖話(「我」為第一人稱單數[1]、「儂家」為第一人稱複數[2])
- 阮 guán/gún、咱 lán：闽南语（「阮」可為第一人稱單數代名詞，多為女性自稱；第一人稱複數代名詞，為排除性的「我們」。「咱」為包括性的「我們」。）
- 恁爸：閩南語，音「lín pē」（国语常依音写作“林北”），本意為「你爸」（「恁」為「你的」之意），語氣與用法同「老子」。
- 恁祖媽：閩南語，音「lín tsóo-má」，本意為「你祖母」，女性使用，語氣同「老娘」。
- 人哋：粵語，用法基本等同於「人家」，多為女性使用。
- 我哋：粵語，用法基本等同於「我們」。
- 阿拉：吳語用詞，用法基本等同於「我們」。

### 網路用语
- 偶，藕：帶有閩南語腔調的「我」。
- 禾：港女，因粵音「禾」字和京音「我」相同。
- 本魯、本蛇、小蛇：魯蛇為英語loser的音譯，意為失敗的人；本魯、本蛇、小蛇等為自謙。[來源請求]
- 小弟：年輕男性自稱的謙詞。
- 小妹：年輕女性自稱的謙詞。
- 姊：女性使用，語氣比「老娘」委婉。
- 哥：男性使用，語氣比「老子」委婉。
- 爷：带戏谑语气的自称。

### 古代
漢語中，“我”、“吾”等詞原屬同源詞，是同一詞語的不同變格形式，“吾”是主格，“我”是賓格，用法區別可見於《墨子》。後世混同。
常用「等」為複數。
- 、予
- 卬，音áng/ㄤˊ
- 吾（單數）、吾人（單、複數用法皆有）、吾輩（複數）
- 洒家：五代宋元明北方漢人自稱，相當於自稱余家。[3][4][5]
- 我等（我們；客語、粵語仍保留此用法[6]）
- 某家：《單鞭奪槊．楔子》：「若有唐兵來打話呵，報復某家知道。」《麗春堂》：「令人報復去， 道某家來了也。」

#### 君王貴族
- 朕：秦皇朝之前為第一人稱，秦代以后成為皇帝專用自稱。秦代至清代时期「朕」一般用于奏摺等書面語。平時自稱「我」、「吾」。日本也是如此。
- 予一人：先秦天子自稱
- 孤、孤家、不穀、寡人：君主、诸侯等的自謙之詞
- 本王：藩王的自稱
- 寡小君、小童：先秦時諸侯妻自稱，秦代之後為皇后自稱
- 梓童：皇后自稱（亦用於皇帝稱呼皇后）
- 本座：有名望、地位之人，如大官、教主。

#### 官員
- 本（單位）：如本縣、本府、本廳、本部、本院等，機關的主管官員对下属、百姓自称

- 本官：文官对下属、百姓自称
- 本將：武將对下属、百姓自称
- 末将：武将對上級官員自謙之詞
- 臣、微臣、下臣：官吏對君主的自稱或官吏對官吏。
- 下官、卑職：文官或武將对上級官員自謙之詞

#### 自谦
- 在下、僕、區區：對一般人自謙。
- 某、某人、某某、某甲：自謙之詞
- 小弟、愚兄、小妹、愚姊／姐：對朋友自謙之詞
- 小生、晚生、後學、末學、不才：青年学子對前輩或同輩的自謙之詞
- 老夫、老朽、老叟：年老男性自稱
- 老身：年老女性自稱
- 免貴：別人詢問姓氏時常用的有自謙意味的自稱
- 老奴、老僕：男、女僕人和自稱，一般老年女性亦可作自謙。
- 妾、妾身、賤妾：女性自謙（后妃對皇帝的一般自稱）
- 小女子、奴家、奴：女性自謙
- 兒：隋唐女子的自稱
- 卬：男性自稱
- 姎：女性自稱，音ㄤˇ
- 奴才、老奴：奴僕對主人自稱，清朝時旗籍官員、宦官對皇帝自稱
- 奴婢：女官、宮女對皇帝、貴族自稱，婢女、女僕對主人自稱，清朝時妃嬪、滿洲貴族女性和滿臣妻女對皇帝自稱
- 貧僧、貧尼、老衲、小僧：佛教僧侶自謙之詞
- 貧道、小道：道士自謙之詞
- 草民、小人、小可、小的：庶民對官員，或後輩見尊長的自謙之詞

#### 仅见于戏曲，史书无记载
- 哀家：死去丈夫的皇太后、太妃
- 本宮：皇后、妃嬪、公主、王妃、太子

## 第二人称
中文第二人称包括使用中文、汉语的人用于指代对方的人称代词。如“你”、“你们”（用于复数）等

### 現代
- 你、你们：最常见第二人称代词
- 、们：用于女性，多见于现代文学作品（中文本無此用法，大陸使用很少；「妳」原為「奶」或「嬭」的異體字，本音同「奶」。「妳」字的這個用法是模仿「她」字，而「她」字的產生，是因歐洲語言有女性第三人稱代詞；但是與人對談無需指明對方性別，因此世界中「阿拉伯語」等少數語言才將第二人稱代詞分男女[7][8]）
- ：宗教辭令，指代「神」。以基督教最常見。

### 各地用語
- 吳語：儂（如寧波話）、倷（如蘇州話、新昌話）、尔（宣州片）
- 客語、閩東語、閩南語：汝
- 贛語：乃
- 粵語：你、你哋、你等[9]、閣下（敬稱，常用於陌生人）
- 官話： 您（敬稱）
- 河南： 恁、恁家（敬稱），基本上等同於其他北方官話的「您」
- 湖北、湖南：恁(nia)或者恁家(ga)，據說是「你老人家」的簡縮形式，該詞沒有「您」或者「恁」本來就有的表示複数人稱的涵義，用在複数人稱時，需在後面加「們」，用法近似於北方方言的「咱」

### 網路用語
- 親、親親、親愛的（常見於中國大陸網購平臺賣家對買家稱呼）

### 古代
- 汝、女（用於平輩、後輩和地位較低者，語氣一般）
- 尔、尔等、爾曹、而、若
- 子：尊敬語氣
- 伊家
- 乃：贛語仍用
- 明公、公：對長輩或地位高的人之稱呼。
- 君侯：原指宰相或列侯，後來演變為對顯貴人士的尊稱。
- 君、諸君：較「汝」尊重，對男子的稱呼，但也有例外，如，魯迅《紀念劉和珍君》，現少見於口語
- 卿（較「君」親暱，屬於朋友之間，君王對臣下、長輩對晚輩、夫對妻的客氣稱呼；自王戎之妻稱丈夫為「卿」，亦用作夫妻之間的親暱稱呼，也是成語「卿卿我我」之典故）
- 先生、老師、夫子（不分男女）
- 閣下、臺端（或作「台端」）、足下、執事：謙詞[10]
- 陛下、聖上、皇上、萬歲：臣下對皇帝之尊敬稱
- 殿下：對諸侯王、皇族
- 仁：您的源字，尊稱，漢語佛典常用的譯字。

## 第三人称
中文第三人称包括使用中文、汉语的人用于指代我、你以外的人的人称代词。

### 現代
- 他：可用於任何人，但当今主要用于男性（不知其性別時也可用他），也可用於雌雄異體生物（後同上）；
- 他們：用於指代你我以外的人群（不指定性別，男女混合時亦用）；
- 她：用於女性（不能用於男性，古代無此用法）。由劉半農在五四運動時期模仿西方語言的語法性別而推广[11]。
- 她們：用於只由女性組成的人群（中文本無這種用法，模仿自西方語文如西班牙語，最早由劉半農在五四運動時期提出）；
- 們 （中國大陸併入「它」） ：一般語氣用於指代非人動物（但如該動物的性別明確，則會改用他/她，這用法也帶有親暱成分），現代文學中也用於對人的鄙稱，帶有侮辱對方的語氣（特別是當今網絡語境中）；
- 們：用於植物、菌類等生物，和無生命的物體（中國大陸指所有非人類事物）；有時代指人類的嬰兒和屍體等，沒有明確人格的身份；
- 祂：用於尊稱神祇，或是用來敬稱鬼魂或已過世的祖先。西方宗教在華傳教時，用作對上帝、耶穌等的第三人稱代名詞。后亦泛指其他宗教或信仰中之神祇。古無此字，亦無此用法。

### 現代各地用語及古代
- 伊：今部分吴语方言、閩南語、闽东语、莆仙语仍保留此用法。閩南語中，複數為「（in）」。
- 渠、佢：古作渠，今客家语、赣语、粵語、闽北语、部分吳語方言（如金華話、義烏話、湯溪話）仍保留此用法。
- 彼、彼等
- 其
- 斯、斯人
- 此、此人
- 之
- 怹：方言用語，用於尊稱，不常用，多見於文學作品。

## 其他
- 人家（粵語作人等）：可作第一人稱或第三人稱，暗示自己或在場某人。古義中性，今作第一人稱代詞時則帶有撒嬌或挑逗等親密關係意味。

1. 第一人稱，自己。[12]
2. 第三人稱，他人、別人。[13]。

- 個人，在某些方言（如吳語中之寧波話）裡面表示「自己」的意思，主要用在他人對自己的稱呼上。

例:「我跟你把水燒好了，你個人去洗去。」
若以寧波話表示，則可音寫作：「我逩儂水燒開咧，儂個人（己過）漿去。」
- 貴公司、貴社：用于對外公司之間的稱呼，在商務往來中較為常見。
- 貴府、院、局、處、校、會（或其他單位稱呼）：與公司的用途相同，主要用於對外政府機關、公私單位之間的稱呼，在公務與公文書往來較為常見。